# Guillem Paíhlez i Padullés
Guillem Pailhez i Padullés (Barcelona, 1905 – Lloret de Mar, 1991) fou un compositor i lletrista molt arrelat a la Vila de
Lloret de Mar (Girona). També se’l coneix amb el sobrenom de Sandere.

## Biografia
Va néixer el 25 de març del 1905 a la gran ciutat catalana, Barcelona. Se’n sap poc de la seva vida i el que se sap és a través d'un llibre anònim i no editat amb el títol de Lloret i les seves Sardanes.
Pel que diuen les cròniques d'aquell temps, el mestre Sandere, que era amb el sobrenom amb què era conegut Pailhez i Padullés a Lloret, i com li agradava que li anomenessin, va arribar a la població costanera quan ja era una persona gran, però els habitants de Lloret el varen considerar i el consideren actualment com a Lloretenc per l'estima que el compositor tenia a la vila. Per l'única crònica que tenim, es suposa que el mestre Sandere va venir cap als anys seixanta i tenia una gran fama com a compositor, encara que no se l'havia mai relacionat amb el món de la sardana.
Com a compositor de prestigi a Lloret, va exercir com a mestre de música i a les nits acompanyava a cantants lírics per a diferents locals de la vila amb els que oferien als turistes que visitaven la vila, les seves interpretacions de la música de la terra.
És important encara que limitada les seves composicions per la sardana, balls i música amb una llarga tradició a Lloret, de la mateixa manera que és el ball de les almorratxes. Només es coneixen obres com Reina del Ter, Girona somrienta, Tempesta, Cofoi amb la neta i Ai Miquel quin desengany, aquesta última composta per a piano i amb la lletra de la cantant Judith. Com a sardanes dedicades a Lloret de Mar es coneixen quatre: Lloret vila pescadora, amb lletra y piano del mateix Pailhez i Padullés i que va ser estrenada per la Cobla de Girona l'1 de maig de 1969 a l'Aplec de la Sardana; Sa Caravera, estrenada per la Principal de Cassà a l'Aplec dels Perdons el 22 de febrer de 1970; Cala Morisca i El pi de Santa Cristina, que no han estat executades mai en públic.
Abans de morir a Lloret de 12 de març de 1991, va compondre un himne per ser executat als Jocs Olímpics de Barcelona l'any 1992 que segons la crònica va enviar als responsables de l'Ajuntament de Barcelona. El 18 de març de 1991, una setmana després de la mort del mestre Sanderé, els familiars d'aquest van rebre una carta signada per l'Alcalde Joan Maragall donant les gràcies per la col·laboració del compositor.

## Obra[3]
- Cançó catalana: Crec en l'amor
- Cançó catalana: Pregària de pagès
- Cançó espanyola: Gibraltar español
- Cançons romàntiques
- L'Atlàntida
- La nina, sardana
- Contemplant el Vallespir / Camp de Catalunya. Sardanes
- El Pi de Santa Cristina / Cala Morisca. Sardanes
- Els Brucs / Cofoi amb els nets. Sardanes
- Torre de la Pubilla / Lliris del Noguera. Sardanes
- La Barca Vella / Vals a l'antiga. Sardanes
- La Saltirona / Entremeliadures / Desengany. Sardanes
- Lloret Vila Pescadora / Entremeliadures / Corbins. Sardanes
- Mar endins / Entremeliadures. Sardanes
- No poder / Vals a l'antiga / Cruel adéu. Sardanes
- Ratafia Cinquantenari. Sardanes
- Sa Carabera / Catalunya Triomfal. Sardanes